# Смоланд (ландскап)
Смоланд (швед. Landskap Småland) — історична провінція (ландскап) у південній Швеції, регіон Йоталанд. Існує лише як історико-культурне визначення. Територіально входить до складу ленів Крунуберг, Єнчепінґ, Кальмар, Галланд, Естерйотланд.

## Історія
Шведський ботанік Карл Лінней (1707—1778), що вперше запропонував наукову класифікацію відомих тоді рослин та тварин, народився в комуні Ельмгульт в Смоланді.

## Адміністративний поділ
Ландскап Смоланд є традиційною провінцією Швеції і не відіграє адміністративної ролі.

### Населені пункти
Нійбільші міста Смоланду (населення станом на 2012):
- Єнчепінг (89 396)
- Векше (60 887)
- Кальмар (36 392)
- Вестервік (21 140)
- Вернаму (18 696)
- Оскарсгамн (17 258)
- Несше (16 678)
- Юнгбю (15 205)
- Транос (14 197)
- Ветланда (13 050)
- Нибру (12 810)
- Їславед (10 037)

## Символи ландскапу
- Квітка: ліннея
- Риба: сом
- Тварина: видра
- Птах: дрізд співочий

## Галерея

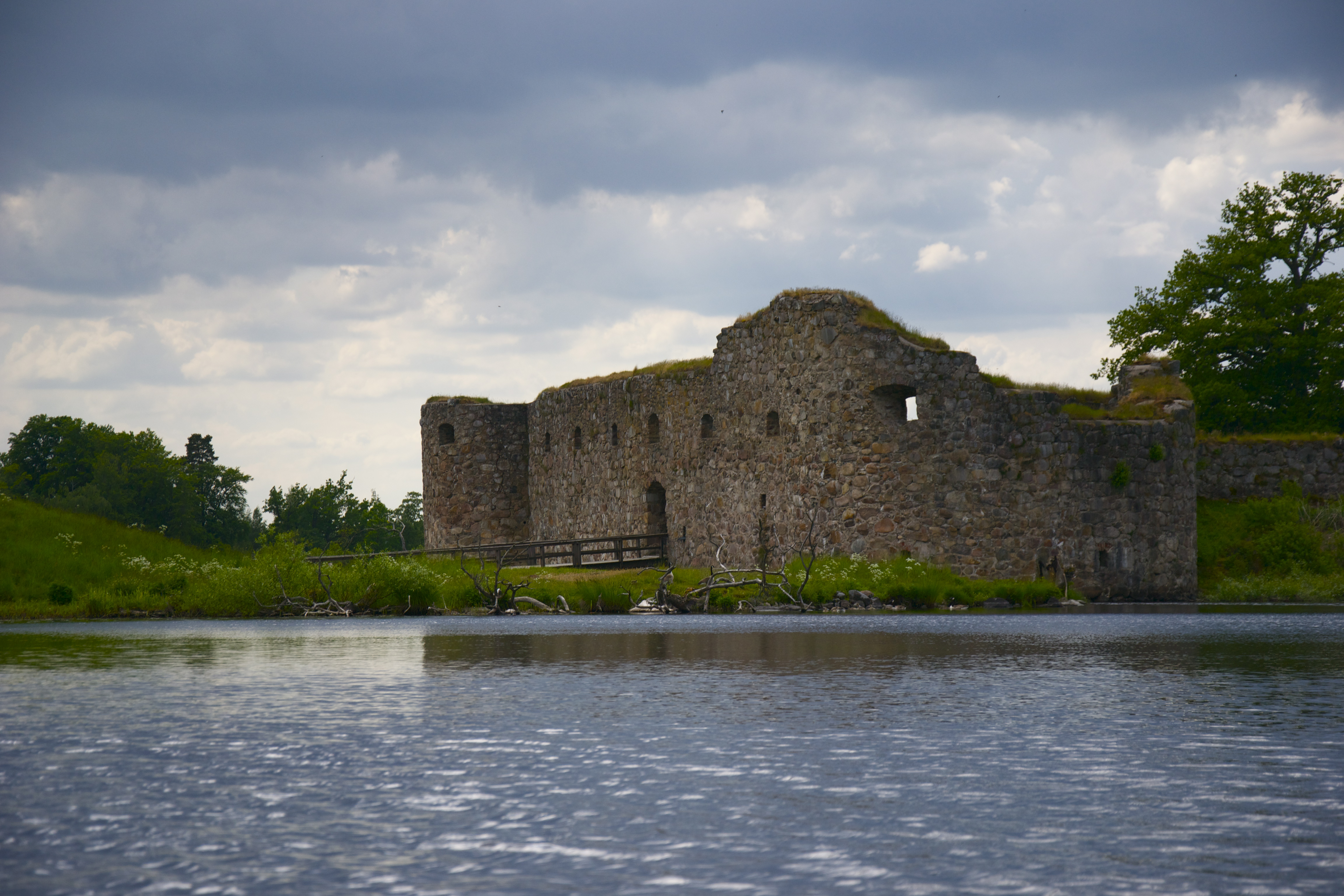
Руїни замку Крунуберг
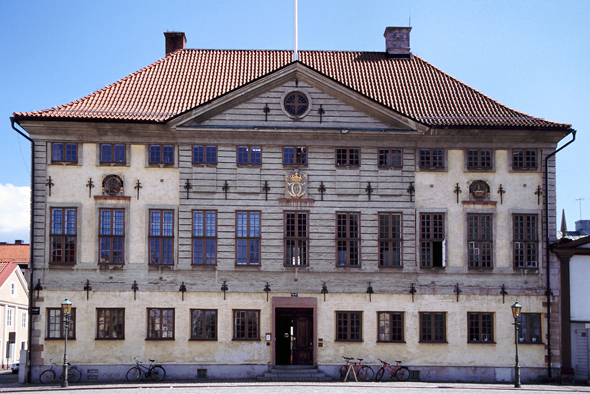
Ратуша в Кальмарі
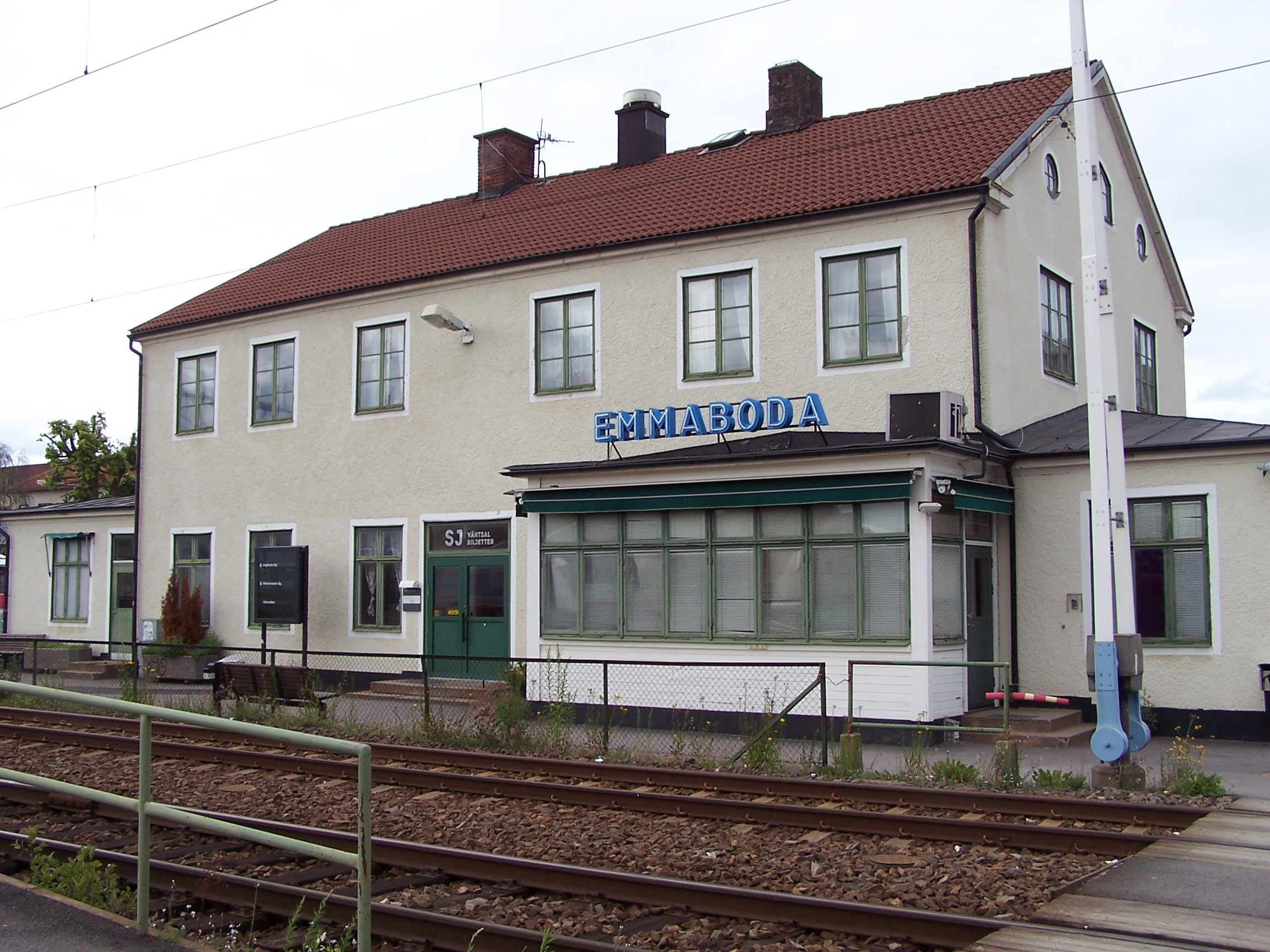
Залізничний вокзал в Еммабуді
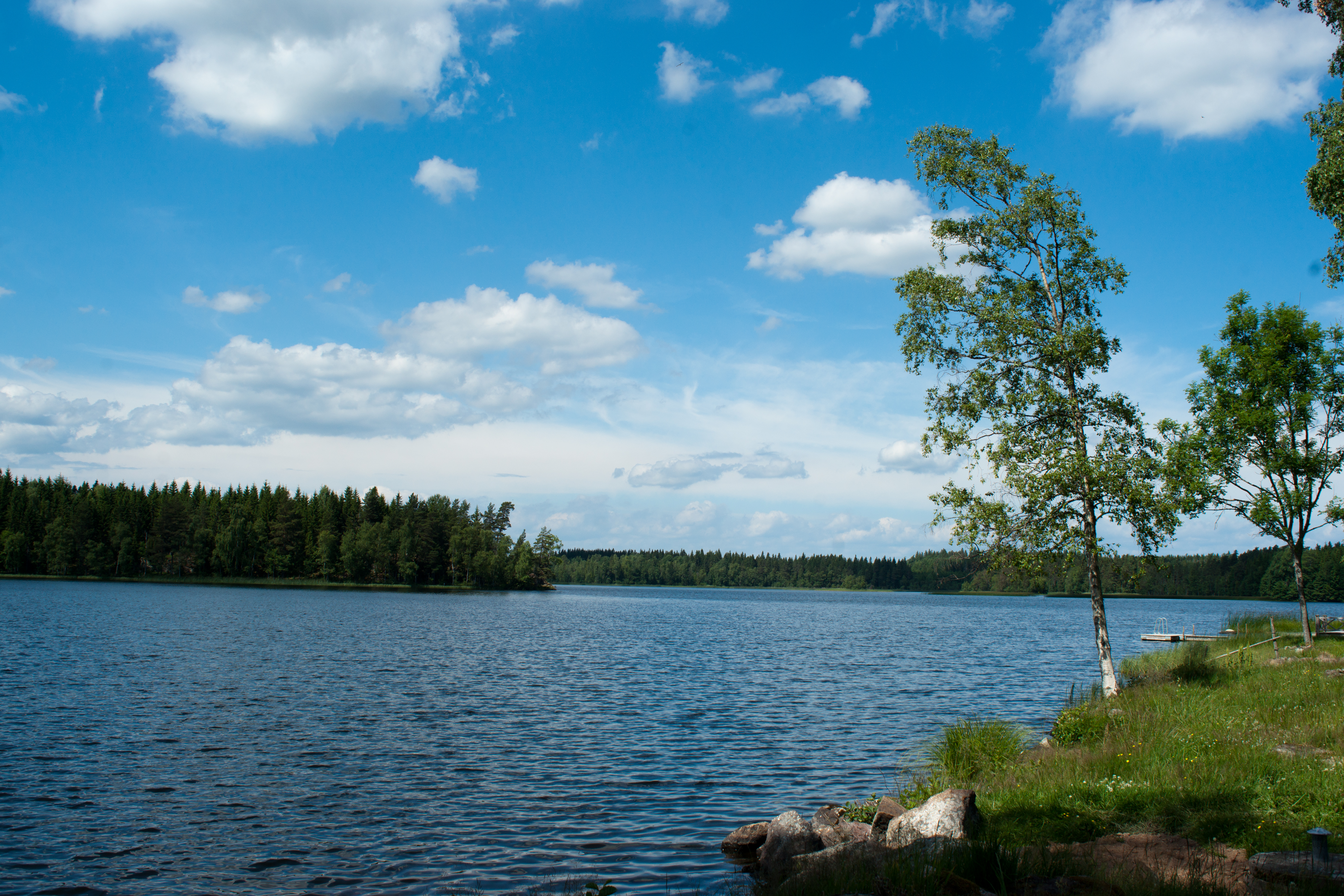
Озеро Богульташен